# Balado
O Parque Balado é um aeródromo localizado perto do condado de Perth and Kinross na Escócia e que, atualmente, é o local do festival de música anual T in the Park.